# NGC 2261
NGC 2261 (auch Hubble's Variable Nebula und Caldwell 46) ist ein variabler Reflexionsnebel im Sternbild Einhorn, der etwa 2600 Lichtjahre von der Sonne entfernt ist. Er wird durch einen jungen Riesenstern vom Spektraltyp B0 namens R Monocerotis (R Mon) beleuchtet, der aber selbst nicht sichtbar ist.
NGC 2261 wurde als „first light“ des Hale-Teleskops von Edwin Hubble am 26. Januar 1949 fotografiert. Hubble studierte den Nebel bereits am Yerkes- und Mount-Wilson-Observatorium.
Eine These für die Variabilität sind dichte Staubwolken in der Umgebung von R Mon, die dessen Beleuchtung periodisch blockieren.
Das Objekt wurde am 26. Dezember 1783 von Wilhelm Herschel entdeckt.